# Evelyn Beatrice Longman

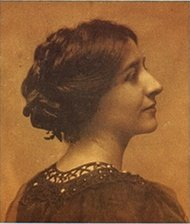
Evelyn Beatrice Longman, um 1904

Evelyn Beatrice Longman (* 21. November 1874 in Winchester, Ohio; † März 1954 in Cape Cod, Massachusetts) war eine US-amerikanische Bildhauerin im frühen 20. Jahrhundert. Sie war das erste weibliche Mitglied der National Academy of Design.

## Leben
Evelyn Beatrice war die Tochter von Edwin Henry Longman und seiner Frau Clara Delitia Adnam. Mit 14 Jahren arbeitete sie als Verkäuferin in Chicago und bei der World Columbian Exposition im Jahre 1893 wurde sie von den Skulpturen der Bildhauer inspiriert. Kurz darauf besuchte Longman das Olivet College in Michigan und später bekam sie ein Stipendium, um an der Art Institute of Chicago in Chicago zu studieren. Im Jahr 1901 zog Longman nach New York City, wo sie bei den Bildhauern Hermon Atkins MacNeil und Daniel Chester French assistierte. 1904 war St. Louis sowohl Gastgeber der Olympischen Spiele als auch der internationalen Weltausstellung – in dem Longman mit ihrer männlichen Statue Victory debütierte.
Über ihre Arbeit lernte Longman ihren späteren Ehemann Nathaniel Batchelder Horton, Schulleiter der Loomis Chaffee School, kennen und heiratete ihn 1920 in Windsor, Connecticut. Nachdem ihr Mann in den Ruhestand gegangen war, zog das Ehepaar nach Cape Cod. Hier eröffnete sie ihr Atelier und wurde eine angesehene und geehrte Bildhauerin in den Vereinigten Staaten.

## Ehrungen
- 1919: Wahl zum Mitglied der National Academy of Design[1]